# Manfred Stücklschwaiger
Manfred Stücklschwaiger, né le 21 janvier 1965 à Munich, est un acteur allemand.

## Biographie
De 1989 à 1992, il a suivi des cours de théâtre et de comédie musicale à l'école scénique de musique, de danse et de théâtre de Hambourg. Il joue dans la comédie Workoholic aux côtés de Tobias Moretti et de Christiane Paul dans le rôle d'André.
À la télévision, il joue entre autres dans Die Gerichtsreporterin, Balko (de), Die Wache et Medicopter. Avec son épouse Gesche Tebbenhoff (qui joue dans Medicopter le rôle de Vera, son ex-femme) il vit à Bad Reichenhall. Ils ont une fille, Rosa, née en mars 2001. Dans Médicopter, il joue le rôle de Thomas Wächter, le pilote de l'équipe A. Il meurt dans une explosion en aidant son meilleur ami et collègue Michael Lüdwitz (épisode 2 de la saison 5). C'était aussi le meilleur pilote, il est remplacé par le pilote Jens Köster (Hans Heller).

## Filmographie
1997-2002 : Medicopter 117 : Thomas Wächter, (rôle principal saisons 1 à 5)